# Новоселье (Минский район)
Новоселье (бел. Навасе́лле) — агрогородок в Минском районе Минской области Беларуси. Административный центр Горанского сельсовета с 6 декабря 2019 года.

## География
Агрогородок находится в 14 км к западу от Минска. Через агрогородок пролегает магистраль М7 E 28.

## История
В 2009 году деревня Новоселье преобразована в агрогородок. 

## Население
- 1999 год — 1121 чел., 430 дворов[6].
- 2009 год — 1285 чел.
- 2019 год — 1590 чел.[2]

## Инфраструктура
В агрогородке работают участковая больница, средняя школа, детский сад, библиотека, центр культуры и досуга, отделение связи. Транспортное сообщение с Минском обеспечивается маршрутными автобусами и маршрутными такси.

## Культура
- Дом культуры

## Достопримечательности
- Церковь Рождества Христова[бел.] (после 1990 г.)
- Протестантский храм (после 1990 г.)